# Arisaema polyphyllum
Arisaema polyphyllum är en kallaväxtart som först beskrevs av Francisco Manuel Blanco, och fick sitt nu gällande namn av Elmer Drew Merrill. Arisaema polyphyllum ingår i släktet Arisaema och familjen kallaväxter. Inga underarter finns listade.